# جيمس بافينغتون (سياسي)
جيمس بافينغتون هو سياسي أمريكي، ولد في 16 مارس 1817 في فول ريفر في الولايات المتحدة، وتوفي بنفس المكان في 7 مارس 1875. نشط حزبياً في الحزب الجمهوري. وقد انتخب عضو مجلس النواب الأمريكي ‏.